# Cabezas de Alambre
Cabezas de Alambre – gmina w Hiszpanii, w prowincji Ávila, w Kastylii i León, o powierzchni 11,8 km². W 2011 roku gmina liczyła 179 mieszkańców.